# Cyrille Sam Mbaka
Cyrille Sam Mbaka est un entrepreneur culturel, homme politique camerounais et ancien membre de l'UDC à Douala.

## Biographie

### Enfance, éducation et débuts
Cyrille Sam Mbaka est originaire de Yabassi, dans le département du Nkam.

### Carrière
Cyrille Sam Mbaka a été vice-président du parti politique UDC. Peu après la mort de Adamou Ndam Njoya, il assure l'intérim de la présidence de ce parti qu'il finira par quitter lorsqu'il est remplacé à la tête de ce parti par Hermine Patricia Tomaïno Ndam Njoya.
Depuis octobre 2020, il est affilié à l'Alliance des Forces Progressistes,,.
Il est propriétaire de l'espace culturel et complexe récréatif la chaumière à Douala. En début décembre 2021, cet espace a vu une séance de manifestation culturelle et une séance de dédicaces des œuvres de Maurice Kamto se faire annuler.